# Michelangelo Albertazzi
Michelangelo Albertazzi(Bolonha,7 de janeiro de 1991) é um futebolista italiano que atua como Lateral-Esquerdo.< Atualmente joga no AC Milan. Pela seleção italiana de futebol disputou o Mundial sub-20 em 2009 marcando um gol.

## Títulos
Milan
- Campeonato Italiano: 2010/2011.